# 穆瓦塔里二世
穆瓦塔里二世（英語：Muwatalli II），西台国王。继承穆尔西里二世之位，在位时期因争夺叙利亚而与埃及发生冲突，并于奥龙特斯河畔的卡叠什进行战争，胜负未定。在战争中，他把西台首都从哈图萨迁往最南边的塔胡恩塔薩。死后由乌尔希泰舒普继位。